# Панайотис Йокас
Панайотис Йокас (на гръцки: Παναγιώτης Γυιόκας) е гръцки политик.

## Биография
Роден е в началото на 1901 година в Костур, Османската империя. Учи в основното училище в Костур, както и четири гимназиални класа. Последните две години учи в гимназията в Трикала, която завършва в 1918 година. В същата година започва да учи право в Атинския университет. През април 1919 година постъпва в армията, за да участва в Гръцко-турската война и се уволнява през есента на 1923 година. След няколко месеца завършва университета и заминава за Париж, където защитава докторат по право. Връща се в Костур и работи като адвокат в Първоинстанционния съд в продължение на почти пет години. След това е адвокат в Първоинстанционния съд в Солун. Адвокатскта си дейност продължава до 1968 година.
Преподава социология, общи принципи на правото и политическа икономия в Педагогическата академия в Солун. В 1935 година е избран за депутат от ном Лерин-Костур от Народната партия. Генерален секретар е на Националната обединена партия. В правителството на Панайотис Канелопулос е заместник-министър по репатрирането от 5 ноември до 22 ноември 1945. Избран е за депутат от ном Костур с Гръцки сбор в 1952 година и с Националния радикален съюз в 1956 (Костур-Лерин), 1958, 1961, 1963 и 1964 година.
Умира през юни 1986 година в Солун. По негово желание е погребан в Костур.